# L.O.V.E.
《L.O.V.E.》是香港歌手陳奕迅的音樂專輯，於2018年12月12日發行，而實體專輯於21日推出。本專輯集齊粵語、英語、國語三種語言的歌曲，以粵語為主。
本專輯紀念陳奕迅2010至2012年《DUO陳奕迅世界巡迴演唱會》音樂團隊的合作和友誼，由隨團成員（如盧凱彤、陳詠謙、恭碩良、孫偉明、張傑邦等）參與製作，並在巡迴演唱會期間開始進行錄製。整張專輯的錄音工作基本上已於2013年完成，但因盧凱彤於2018年8月墜樓身亡，推出時間延遲至12月。
2019年6月29日，《L.O.V.E.》一共入圍台灣《第30屆金曲獎》三個獎項，分別是年度歌曲（海裡睡人）、年度專輯及最佳專輯製作人（王雙駿）。對於以粵語歌為主的專輯能成功問鼎台灣《金曲獎》三個大獎，陳奕迅表示太不可思議了。評審指出專輯集結巡演樂手，完成充滿友情和故事的作品，在製作過程中，整合了大樂團眾多特質，且在製作同時一邊巡演，仍然完成精彩之作。eason and the duo band團隊最終憑大碟製作人王雙駿奪得「最佳專輯製作人獎」，是史上首次有粵語專輯入圍及贏得這個獎項。

## 曲目
| 曲序     | 曲目                                       |          | 作曲                                      | 编曲         | 备注                     | 时长  |
| -------- | ------------------------------------------ | -------- | ----------------------------------------- | ------------ | ------------------------ | ----- |
| 1.       | 8:15pm                                     | /        | 王雙駿                                    | 王雙駿       | Intro, 模擬DUO演唱會開場 | 0:16  |
| 2.       | 破壞王（We Zzzid It）                      | 陳詠謙   | 王雙駿                                    | the duo band |                          | 4:19  |
| 3.       | 海裏睡人（To Be Together）                 | 盧凱彤   | 孫偉明、盧凱彤                            | the duo band | 國語歌曲                 | 4:17  |
| 4.       | 漸漸（Am I Me）                            | 陳詠謙   | 張傑邦                                    | the duo band |                          | 4:38  |
| 5.       | Devotion                                   | 陳詠謙   | 袁慧妍                                    | Charatay     | Interlude                | 0:35  |
| 6.       | 敬煙（Sharing）                            | 陳詠謙   | 蘇德華                                    | the duo band |                          | 5:23  |
| 7.       | 蠢（Ming）                                 | 陳詠謙   | 在草地上                                  | the duo band |                          | 3:05  |
| 8.       | 瘋狂的朋友（Crazy Friends）                | 陳詠謙   | 恭碩良                                    | the duo band | 國語歌曲                 | 3:56  |
| 9.       | Unity                                      | 陳詠謙   | 袁慧妍                                    | Charatay     | Interlude                | 0:35  |
| 10.      | R U N（圈）                                | 岑寧兒   | 岑寧兒                                    | the duo band | 英語歌曲, 與岑寧兒合唱   | 4:08  |
| 11.      | 龍舌蘭（Tequila）                          | 陳詠謙   | Chris Polanco（陳杰）                     | the duo band |                          | 4:45  |
| 12.      | 我們萬歲（Long Live To Us）                | 陳詠謙   | 翁瑋盈                                    | the duo band |                          | 3:56  |
| 13.      | Originality                                | 陳詠謙   | 袁慧妍                                    | Charatay     | Interlude                | 1:00  |
| 14.      | 與你常在（All About Love）                 | 陳詠謙   | Charlie Arthur Huntley、Mark James Fortin | the duo band |                          | 4:58  |
| 15.      | 可一可再（It can be done again and again） | 陳詠謙   | 陳奕迅                                    | the duo band | 與The Duo Band成員合唱   | 4:47  |
| 总时长： | 总时长：                                   | 总时长： | 总时长：                                  | 总时长：     | 总时长：                 | 46:38 |

## 相關宣傳活動和音樂會

### 《L.O.V.E. is L.I.V.E.》慈善音樂會
2018年10月27日在香港中環海濱舉辦以《L.O.V.E. is L.I.V.E.》為主題的戶外慈善音樂會。歌單以專輯的曲目次序排序，新歌與新歌之間以陳奕迅的舊歌/Duo band成員的歌曲作間隔，呼應Duo主題。
1. 破壞王
2. 最後的嬉皮士
3. 海裡睡人
4. 還不夠遠（原唱：盧凱彤）
5. 漸漸
6. 黑洞
7. 敬菸
8. 給兒子的信（原唱：陳詠謙）
9. 蠢
10. Beautiful Fools（原唱：恭碩良）
11. 瘋狂的朋友
12. 猜情尋
13. Run
14. 盡力呼吸（原唱：岑寧兒）
15. 龍舌蘭
16. 和平飯店
17. 我們萬歲
18. 床頭床尾
19. 與你常在
20. 與我常在
21. 可一可再
22. 幸福摩天輪（Encore）

### 《L.O.V.E. in F.R.A.M.E.S.》音樂紀錄片
紀錄片由DUO成員張傑邦執導，內容圍繞DUO Band團隊在2010-2012 年《DUO》世界巡迴演出期間的幕後花絮，以及6年間先後到英國、廣州及香港等地錄音室灌錄本專輯的製作過程。陳奕迅曾考慮不同形式發布紀錄片，包括網上影片平台 Netflix，唯最後決定送往香港、台灣、馬來西亞等地電影院放映，另外更於亞洲各地舉行放映會及分享會。

## 專輯銷量、網上平台及電台成績

### 實體專輯銷量
專輯推出後反應理想，跨年登上香港唱片商會銷量榜長達十七周，曾成為兩周銷量冠軍專輯。

### KKBOX 本地單曲週榜
- 歌曲《漸漸》：連續五周冠軍(2018/06/22-07/26)。
- 歌曲《龍舌蘭》：一周冠軍 (2018/11/23-29)。
- 歌曲《我們萬歲》：連續四周冠軍 (2018/12/14 - 2019/01/10)。

### 香港本地電台流行榜成績
在香港本地電台共有五首派台作品，五首均為廣東歌。最後《漸漸》和《可一可再》均得到三台冠軍位置。
| 派台次序 | 歌曲     | 903專業推介 | 997勁爆流行榜 | RTHK中文歌曲龍虎榜 | TVB勁歌金榜 |
| -------- | -------- | ----------- | ------------- | ------------------ | ----------- |
| 01       | 漸漸     | 1           | 1             | 1                  | ×           |
| 02       | 可一可再 | 1           | 1             | 1                  | ×           |
| 03       | 破壞王   | 9           | -             | -                  | ×           |
| 04       | 龍舌蘭   | 16          | -             | 1                  | ×           |
| 05       | 我們萬歲 | 1           | 2             | 1                  | ×           |

- 粗體代表冠軍歌
- ×代表沒有派台

## 相關獎項或提名

### 個人獎項
- 香港：香港樂評選2018 - 香港樂評年度男歌手[6]

### 專輯《L.O.V.E.》
- 香港：香港樂評選2018 - 香港樂評年度唱片（提名）
- 台灣：中華音樂人交流協會 - 2018年度十大專輯
- 台灣：第30屆金曲獎 - 年度專輯獎（提名）
- 台灣：第30屆金曲獎 - 最佳專輯製作人獎 - 王雙駿（獲獎）

### 歌曲《海裡睡人》
- 台灣：中華音樂人交流協會 - 2018年度十大單曲
- 台灣：第30屆金曲獎 - 年度歌曲獎（提名）

### 歌曲《漸漸》
- 香港：第四十一屆十大中文金曲頒獎音樂會－十大中文金曲－第二位
- 香港：MOOV MUSIC AWARDS 2018－年度十大廣東歌[7]
- 中國內地：Billboard Radio China 2018年度粤语TOP10－第三位 [8]

### 歌曲《敬菸》
- 香港：當下音樂2018年最喜愛的20大歌曲－第十八位[9]

### 歌曲《我們萬歲》
- 香港：2019CASH金帆音樂獎－最佳男歌手演繹

### 歌曲《可一可再》
- 香港：2018年度叱咤樂流行榜頒獎典禮－專業推介．叱咤十大－第四位
- 中國內地：Billboard Radio China 2018年度粤语TOP10－第七位